# ECos
Embedded Configurable Operating System (eCos)は、
組み込みシステムと、ただ1つのプロセスと複数のスレッドからなるアプリケーション向けの
フリーでオープンソースなリアルタイムオペレーティングシステムである。
実行時の性能とハードウェアの要求に厳密に合わせてカスタマイズ可能なように設計されている。
C言語とC++で実装されており、
POSIXとµITRONの
互換レイヤーとアプリケーションプログラミングインタフェースを持っている。

## 設計
eCosは、数十から数百キロバイトの範囲のメモリサイズのデバイスや、リアルタイム要件のあるアプリケーションのために設計された。
組み込みLinuxの最小システム要件以下の、2 MiB以下のRAMを持つハードウェアで利用可能である。
eCosは幅広いハードウェアで動作可能であり、ARM、CalmRISC、FR-V、H8、IA-32、モトローラ68000、Panasonic AM3x、MIPS、NEC V8xx、Nios II、PowerPC、SPARC、SuperHが対応プラットフォームに含まれる。
eCosの配布物は、
オープンソースアプリケーションであり、
組み込みシステム向けにブートストラップファームウェアを提供する、
eCosのHardware Abstraction Layerを使った、RedBootを含んでいる。

## 歴史
当初eCosは、1997年に、後にレッドハットに買収されることになるシグナスソリューションズによって開発された。
2002年の前半にレッドハットは、eCosの開発を中止し、プロジェクトで働いていたスタッフを解雇した。
解雇されたスタッフの多くはeCosの開発を継続し、eCosへのサービスを提供する会社を設立した者もいた。
2004年1月に、eCosの開発者の要望により、レッドハットは2005年10月までにeCosの著作権をフリーソフトウェア財団に移転することに同意した。
このプロセスは、2008年5月に最終的に完了した。

## 有償版
eCosProリアルタイムオペレーティングシステムは、
eCosCentricによって作られた商用のフォークであり、プロプライエタリソフトウェアのコンポーネントを含んでいる。
eCosProは、「安定で完全にテスト済み、保証・サポート付きのバージョン」であるとされている。
そのいくつかの機能は、フリーソフトウェアとしてはリリースされていない。

## 批判
eCosには、FreeBSD由来のTCP/IPネットワークスタックが含まれているが、2001年当時のものであり古く、セキュリティと安定性に問題がある (IPv4はFreeBSD RELENG_4_4_0_RELEASE由来であり、IPv6はFreeBSDが元にしているKAMEのものである)。
eCosの公式なメンテナは、セキュリティと安定性に関するFreeBSDまたはKAMEのアップデートをモニタしていないようであり、eCosのユーザーからの最小限で不十分なバグレポートに依存している。
SNMPパッケージは、古いものであり、あまり良い状態とは言えない。

## 参照
1. ↑  eCos official website. “eCos License Overview”. 2009年6月22日閲覧。 “eCos is released under a modified version of the well known GNU General Public License (GPL).”
2. ↑  Larmour, Jonathan (2005年5月). “How eCos can be shrunk to fit” (PDF). Embedded Systems Europe:  pp. 34
3. ↑  eCosCentric website. “eCos Timeline”. 2015年7月1日閲覧。 “eCos was conceived and initially developed by Cygnus Solutions Inc., who initiated the project in February 1997.”
4. ↑  “Red Hat backs away from eCos?”. linuxdevices.com. (2002年6月19日) 2007年4月1日閲覧。
5. ↑  "Red Hat to contribute copyrights held in the eCos code base to the Free Software Foundation" (Press release). Red Hat. 13 January 2004.
6. ↑  "eCosCentric announces eCosPro Developer's Kit" (Press release). OSNews. 2 September 2003. 2007年3月31日閲覧。